# Adolf Hoel
Adolf Hoel, född 15 maj 1879 i dåvarande Sørums kommun i Akershus fylke, död 19 februari 1964 i Oslo, var en norsk geolog och polarforskare, som under 1930-talet samarbetade med Vidkun Quisling och 1949 dömdes för landssvek för sitt agerande under Nazitysklands ockupation av Norge.

## I unga år
Hoel blev student 1897, candidatus realium 1904, universitetsstipendiat 1911, docent i geologi vid universitetet i Kristiania 1919 och var statsgeolog 1907–1916. Han deltog i många statsunderstödda vetenskapliga expeditioner till Svalbard samt utförde betydande arbete med landets kartläggning och insamling av geologiskt materiel, varjämte han mycket bidrog till bildandet av företag för kolfältens utnyttjande. Sommaren 1928 deltog han i den ryska hjälpexpeditionen med isbrytaren "Krasin". Samma år grundade han Norges Svalbard- og Ishavs-undersøkelser (NSIU, ombildat 1948 till Norsk Polarinstitutt).

## Grönlandsfrågan
Mot slutet av 1920-talet började Hoel att intressera sig för norska rättigheter på Östgrönland. Det förekom en del opposition i Norge mot Danmarks överhöghet över Grönland och Hoel kom att få en central roll i den rörelse som önskade ställa Östgrönland under norsk suveränitet. År 1929 inleddes en privat ockupation av Östgrönland under ledning av Hoel och Gustav Smedal, en advokat med doktorsgrad i suveränitetsfrågor, samtidigt som NSIU började sända expeditioner till området. År 1931 krävde Hoel och Smedal en statlig ockupation vilket först avvisades av den norska regeringen, men i juli 1931 lyckades de, genom att använda sig av media och sina politiska kontakter, förmå regeringen att framföra ett officiellt krav på Erik Rödes Land, ett stort segment av Östgrönland. Danmark vände sig omedelbart till Fasta mellanfolkliga domstolen i Haag. Hoel och Smedal var starkt engagerade i den juridiska processen och tillbringade flera perioder i Haag. År 1933 fastställdes emellertid Danmarks suveränitet över området.

## Nasjonal samling och ockupationen
Hoel blev starkt frustrerad över nederlaget i Haag. Inför stortingsvalet 1933 värvades han av Vidkun Quisling till Nasjonal samling (NS) och i valet stod han som nummer två på partiets lista. Hoel bidrog till att utforma detta partis politik i frågor rörande Arktis. Trots att han senare bröt med Quisling kom han ändå att efter krigsutbrottet associeras med NS. Hoels möjligheter att bedriva praktisk forskning i Arktis blev starkt begränsade under andra världskriget. År 1941 utnämndes han av ockupationsmakten till prorektor och senare rektor för universitetet i Oslo och krigsåren präglades för hans del i huvudsak av tjänstgöringen där.

## Efter kriget
I maj 1945 internerades Hoel på Ilebu och släpptes först i april 1946. I maj 1949 åtalades han för landssvek och dömdes till 18 månaders fängelse. Huvudanklagelserna var medlemskap i NS och att han låtit sig utnämnas till universitetsrektor av ockupationsmakten. 
Vid krigsslutet hade Hoel mist alla sina befattningar. Han uteslöts ur flera organisationer och han fråntogs även sin Sankt Olavs Orden som han hade tilldelats 1938. Starkt nedtyngd av detta försökte han få upprättelse av dessa organisationer och av den norska allmänheten. Bland annat gav han 1951 ut försvarsskriften Et oppgjør med landsmenn, i vilken han försöker förklara sitt agerande under kriget. Han publicerade också en rad artiklar, både av vetenskaplig och av politisk karaktär, i olika tidskrifter.
På 1950-talet var Hoel engagerad av Norsk Polarinstitutt för att skriva Svalbards historia, som kom ut som ett trebandsverk 1966–1967, först efter hans död. I december 1963 blev han påkörd i Oslo och avled till följd av skadorna i februari 1964.